# بخش ریو چیکو (توکومان)
بخش ریو چیکو (به اسپانیایی: Departamento Río Chico) یک منطقهٔ مسکونی در آرژانتین است که در استان توکومان واقع شده‌است. بخش ریو چیکو ۵۸۵ کیلومتر مربع مساحت و ۵۲٬۹۲۵ نفر جمعیت دارد.